# Isn't It Romantic
Isn't It Romantic (bra: Megarromântico; prt: Não é Tão Romântico) é um filme norte-americano realizado por Todd Strauss-Schulson, escrito por Erin Cardillo, Dana Fox e Katie Silberman, e protagonizado por Rebel Wilson, Liam Hemsworth, Adam DeVine, e Priyanka Chopra. Estreou-se nos Estados Unidos a 13 de fevereiro de 2019 pela Warner Bros. Pictures, e na Netflix a 28 de fevereiro de 2019.

## Elenco
- Rebel Wilson como Natalie[6]
- Liam Hemsworth como Blake[7]
- Adam DeVine como Josh[7]
- Priyanka Chopra como Isabella[8]
- Betty Gilpin como Whitney[9]
- Brandon Scott Jones como Donny
- Tom Ellis como doutor Todd
- Jennifer Saunders como mãe de Natalie
- Jay Oakerson como Gary
- Bowen Yang como cara do Donny

## Produção
A 23 de maio de 2016, foi noticiado que Rebel Wilson faria o papel de Natalie num filme de comédia romântico produzido pela New Line Cinema, a partir do argumento original de Erin Cardillo, reescrito por Dana Fox e Katie Silberman, e com a produção de Todd Garner, Grant Scharbo, e Gina Matthews. A 22 de março de 2017, Todd Strauss-Schulson foi contratado para realizar o filme, intitulado Isn't It Romantic. A 10 de maio de 2017, Adam DeVine, que havia participado nos filmes Pitch Perfect e Pitch Perfect 2 com Wilson, e Liam Hemsworth foram escalados para o filme. Em maio de 2017 Priyanka Chopra também foi escalada para o filme. A 14 de junho de 2017, Betty Gilpin foi escalada para o filme.
A rodagem do filme foi iniciada a 10 de julho de 2017, em Nova Iorque.

## Receção

### Bilheteira
Nos Estados Unidos e Canadá, Isn't It Romantic foi lançado juntamente com o filme Happy Death Day 2U, tendo arrecadado vinte e dois milhões de dólares, em 3 300 cinemas durante a semana de estreia. O filme arrecadou 1,8 milhão de dólares durante o seu primeiro dia, e 4,4 milhões de dólares no Dia dos Namorados, tendo arrecadado um total de 6,2 milhões de dólares nos dois dias. Posteriormente, o filme arrecadou 14,2 milhões (com uma receita de 20,4 milhões de dólares arrecadada em cinco dias), tendo ficado na terceira posição na bilheteira. A receita bruta do filme desceu para 47% durante a sua segunda semana de exibição, tendo arrecadado 7,5 milhões de dólares e ficando na quinta posição.

### Resposta crítica
No sítio Rotten Tomatoes, o filme possui um índice de aprovação de 69%, baseado em 123 críticas, com uma classificação média ponderada de 6.2/10. No sítio, o consenso crítico estabelece: "O filme segue diversas convenções de género, da mesma forma que ele as ironizam, mas Isn't It Romantic é uma comédia romântica prazerosa com alguma mordida satírica – e uma estrela bem adaptada para ambas." No sítio Metacritic, o filme possui uma pontuação média ponderada de 60 de 100, com base em 31 críticas, indicando "críticas mistas ou médias". Na pesquisa de mercado do CinemaScore, o filme possui uma nota média de "B" numa escala de A+ a F, enquanto que no inquérito do PostTrak o filme possui uma média de 3.5 de 5 estrelas e um total de 50% de "recomendações definitivas".